# Amaury Pacheco
Amaury Pacheco del Monte (Matanzas, Cuba, 2 de agosto de 1969) es un poeta, artista y activista cubano. Conocido por su liderazgo en el artivismo en Cuba, fue cofundador de Omni Zona Franca, un grupo contracultural y multidisciplinario que combina la expresión artística con la crítica política. También formó parte del Movimiento San Isidro, movimiento artístico y social de corte político cubano. A lo largo de su trayectoria, ha organizado eventos como el festival Poesía sin fin y ha transformado espacios abandonados en centros de creación artística. Su activismo y obra se suman a otros movimientos que luchan por la transformación cultural y política en Cuba.

## Biografía

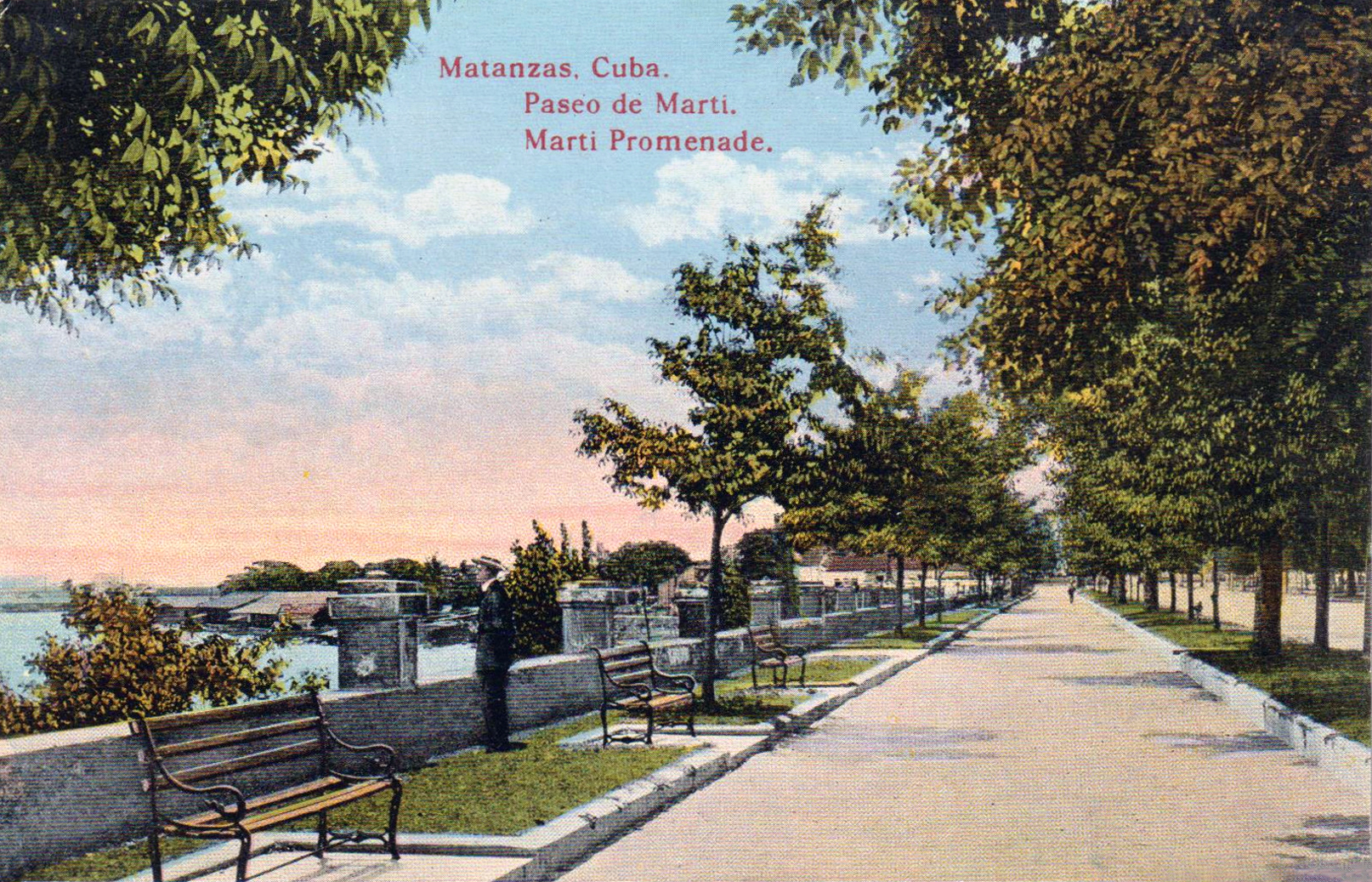
Matanzas, Cuba

Cuando Pacheco tenía 5 años, su madre falleció y creció junto a sus hermanos, su padre y su tía abuela. Finalizó la educación secundaria en una de las escuelas al campo, donde los jóvenes cubanos combinaban el estudio con el trabajo en la agricultura. Vivió en Matanzas hasta los 19 años, cuando, en 1987, se mudó a La Habana para asistir a una escuela militar que no concluyó. 
Después de organizar Omni Zona Franca y Poesía sin fin durante casi 20 años, las actividades y festivales terminaron como resultado de las amenazas del gobierno cubano, que presenta a los opositores como contrarrevolucionarios o mercenarios pagados por EE. UU.

A propósito del encuentro de Pacheco y otros artistas con Luis Almagro, Secretario General de la OEA, en 2019 para denunciar el control del arte independiente, el medio oficialista cubano Cubadebate, expresó:
Cuando San Isidro lanzó su campaña internacional contra el Decreto 349, eligió hacerlo en la Organización de Estados Americanos (OEA) – la organización regional con sede en Washington DC burlada por Fidel Castro como "el ministerio yanqui de las colonias".

Allí, el cofundador de San Isidro, Amaury Pacheco, fue recibido por Luis Almagro, el Secretario General de la OEA que ayudaría a orquestar el golpe militar de la derecha en Bolivia ese mismo año. También estuvieron presentes para dar la bienvenida a los artistas cubanos funcionarios del Departamento de Estado y Carlos Trujillo, un leal a la derecha de Trump que se desempeña como representante de Estados Unidos ante la OEA.
Como resultado de sus actividades, Pacheco ha sido multado, detenido y su casa vandalizada. Por otro lado, la activista y escritora María Matienzo comentaba en 2020:  
Los únicos peligros que representa Amaury Pacheco son la poesía que hace, su artivismo y la solidaridad que puede generar si le llegara a pasar algo. La respuesta a las represiones o atropellos por las que ha pasado con anterioridad son un ejemplo de ello.

## Decreto 349
El Decreto 349 de 2018, que obliga a los artistas independientes a recibir un permiso oficial para organizar sus exposiciones y otros eventos privados, devino un desafío para muchos jóvenes creadores. Sin embargo, Pacheco buscó formas alternativas para seguir abogando por la libertad artística. Para él, este decreto se convirtió en un catalizador para apoyar y crear nuevos espacios donde los artistas pudieran manifestar, críticamente, sus preocupaciones dentro de la sociedad cubana. De ahí el paso de Omni Zona Franca al Movimiento San Isidro.

## Activismo

### OMNI Zona Franca (1997-2016)
Pacheco es cofundador, junto con Juan Carlos Flores, de Omni Zona Franca, un colectivo contracultural fundado en 1997 en el barrio obrero de Alamar, La Habana. El grupo funcionó como un espacio híbrido para la expresión artística y literaria, donde “Omni” representaba la dimensión artística y “Zona Franca” la poesía y la literatura. Omni Zona Franca organizó el festival Poesía sin fin durante más de 15 años, fomentando la participación comunitaria y el diálogo, al tiempo que abordaba problemas sociales en Cuba, incómodos para el poder. El colectivo se convirtió en un pilar del activismo cultural y político, sentando las bases para el posterior Movimiento San Isidro.
Omni Zona Franca enfrentó la represión gubernamental. Las autoridades intensificaron la persecución y las restricciones contra el grupo, lo que llevó a su disolución en 2016.

### Movimiento San Isidro (2018-presente)
El Movimiento San Isidro (también conocido como MSI) es un grupo diverso de artistas que trabajan en distintas disciplinas. Este movimiento es considerado un resurgimiento de Omni Zona Franca. Aunque comparte ideas con el movimiento anterior, el MSI surgió como una respuesta directa al Decreto 349, que impone severas restricciones a la libertad de expresión en Cuba. Estas restricciones alcanzan tal nivel que, según la directora de Amnistía Internacional, "los activistas están esencialmente encarcelados en sus propias casas".

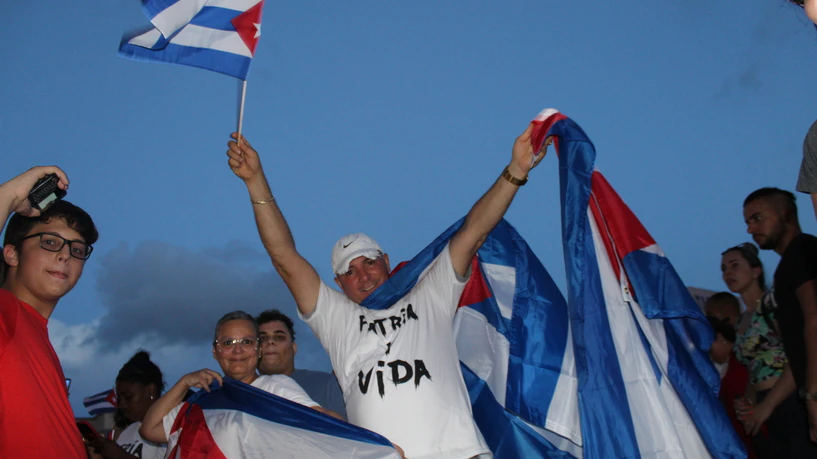
"Patria y vida", canción que inspiró las protestas del 11 de julio de 2021 en Cuba.

Pacheco fundó el MSI junto al artista Luis Manuel Otero Alcántara para crear una plataforma que enfrentara las limitaciones impuestas por el gobierno cubano. Por ejemplo, en 2019, el MSI organizó el concierto Legalizar la verdad, que tuvo un papel central en las conversaciones públicas que se generaron sobre la legalización del cannabis.
El MSI atrajo la atención internacional en 2020, cuando realizaron una huelga de hambre con el objetivo de pedir la liberación del rapero y activista Denis Solís. Este evento inspiró la formación del Movimiento 27N, en el que cientos de artistas se congregaron y protestaron frente al Ministerio de Cultura.
De manera similar, Pacheco considera que el impacto del movimiento no radica en un objetivo específico, sino en ser una plataforma abierta que conecta a los artistas con organizaciones más grandes y amplifica la voz de la gente. Este crecimiento como plataforma también se refleja en las redes sociales. Incluso años después de las protestas iniciales, la presencia del grupo ha continuado creciendo en espacios alternativos.

### Poéticas operativas
Pacheco desarrolló la idea de las “poéticas operativas”. Con esta metodología, los artistas y el arte se convierten en un medio para comunicar y llevar a cabo el activismo. Sus estrategias combinan el arte con el cambio social, generando espacios de reflexión y debate en la sociedad cubana. La idea de las "poéticas operativas" inspira a los artistas a utilizar su poder creativo para impulsar cambios sociales en Cuba.

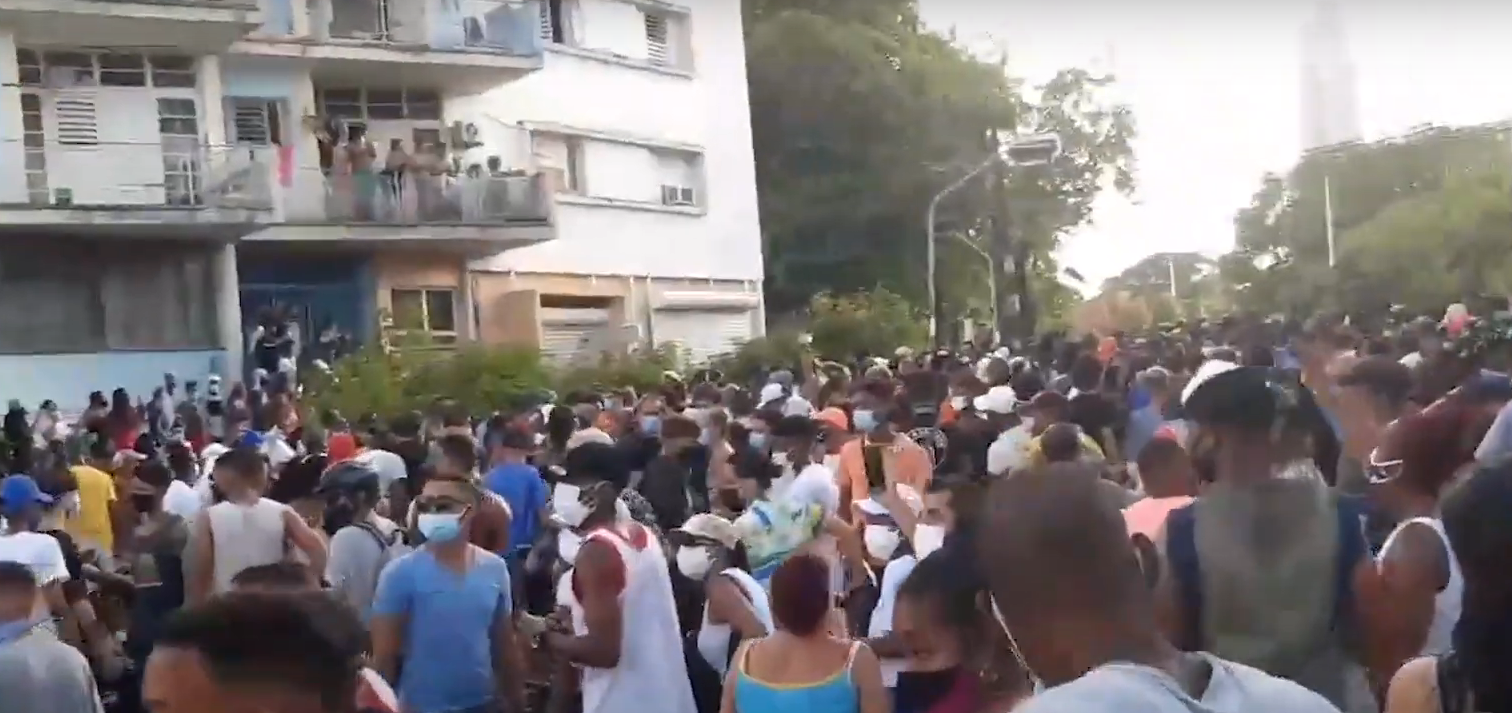
Una de las protestas del 11 de julio en Cuba.

Como parte de su labor como operativa poética, Pacheco ha enfrentado persecuciones, lo que demuestra la influencia que tienen los artistas en Cuba en la esfera pública. Fue detenido durante las protestas del 11 de julio de 2021 en La Habana.

## Legado
Desde el ejercicio del arte independiente, Pacheco ha impulsado el panorama artístico del barrio de Alamar organizando eventos culturales a través del colectivo Omni Zona Franca. Debido a su intervención contra el Decreto 349, Pacheco es considerado uno de los fundadores del Movimiento San Isidro que a su vez ayudó a desencadenar las protestas que tuvieron lugar en Cuba en julio de 2021.
Desde 2023 Pacheco vive exiliado en Miami y continúa su activismo político a través del arte y la literatura. En palabras de Pacheco, “hay poesía” en investigar y cuestionar el sistema capitalista de los Estados Unidos.